# Bjørn Helge Riise
Bjørn Helge Semundseth Riise (ur. 21 czerwca 1983 w Ålesund) – norweski piłkarz grający na pozycji pomocnika, reprezentant kraju.
Riise zadebiutował w Lillestrøm w meczu przeciwko Molde FK. W latach 2002–2003 występował w Aalesunds FK, którego jest wychowankiem. Następnie w latach 2003–2004 grał w belgijskim Standardzie Liège. W 2004 roku odszedł do FC Brussels, gdzie grał do 2005 roku. Następnie występował w Lillestrøm SK, Fulham F.C., Sheffield United F.C., Portsmouth F.C. i ponownie w Lillestrøm. Następnie ponownie w Aalesunds FK i Sogndal Fotball.
Jest bratem Johna Arne Riise, który także jest piłkarzem.
Karierę piłkarską zakończył z dniem 1 stycznia 2019.